# Utilia
Utilia är ett släkte av fjärilar. Utilia ingår i familjen praktmalar, Oecophoridae.
Kladogram enligt Catalogue of Life:
| Utilia | \| \| Utilia falcata \| \| \| \| \| \| Utilia florinda \| \| \| \| |
|        | \| \| Utilia falcata \| \| \| \| \| \| Utilia florinda \| \| \| \| |
|        | Utilia falcata                                                     |
|        |                                                                    |
|        | Utilia florinda                                                    |
|        |                                                                    |